# Алкатерек
Алкатерек (каз. Алқатерек, до 1993 г. — Чистяковское) — аул в Акжарском районе Северо-Казахстанской области Казахстана. Административный центр и единственный населённый пункт Алкатерекского городского округа. Код КАТО — 593433100.

## Население
В 1999 году население села составляло 1142 человека (593 мужчины и 549 женщин). По данным переписи 2009 года, в селе проживало 904 человека (463 мужчины и 441 женщина).